# Conector N

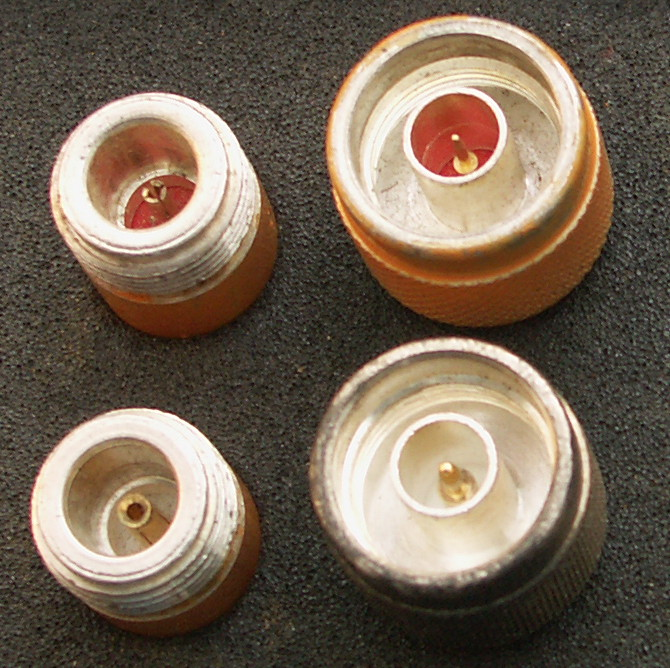
Imagen que muestra la similitud entre los conectores Tipo N de 50 Ω (abajo) y 75 Ω (arriba)

Los conectores tipo N son conectores roscados para cable coaxial, funcionando dentro de especificaciones hasta una frecuencia de 11 GHz.

## Historia
Fue diseñado por Paul Neill, de quien toma la N que le da nombre, en los Laboratorios Bell durante los años cuarenta. Su objetivo era conseguir un conector para cable coaxial robusto, resistente a la intemperie, de tamaño medio y con buenas prestaciones en radiofrecuencia hasta 11 GHz, siendo el primero con buenas propiedades en la banda de microondas.

## Propiedades

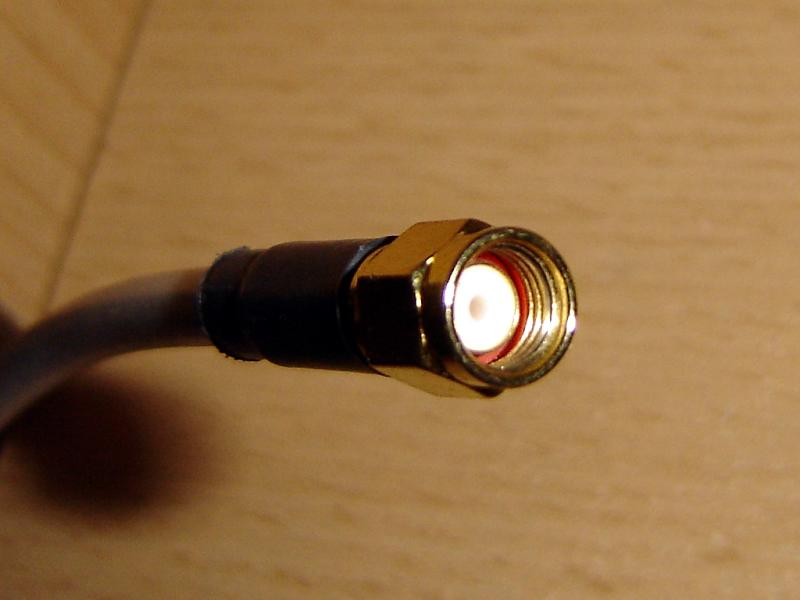
Variante RP-SMA macho.

Se adapta a un amplio rango de cables coaxiales, medios y miniatura.
Existe en grado comercial, industrial y militar y dos tipos: estándar y corrugado.
Existen versiones de conectores rectos y en ángulo, aéreos y de panel.

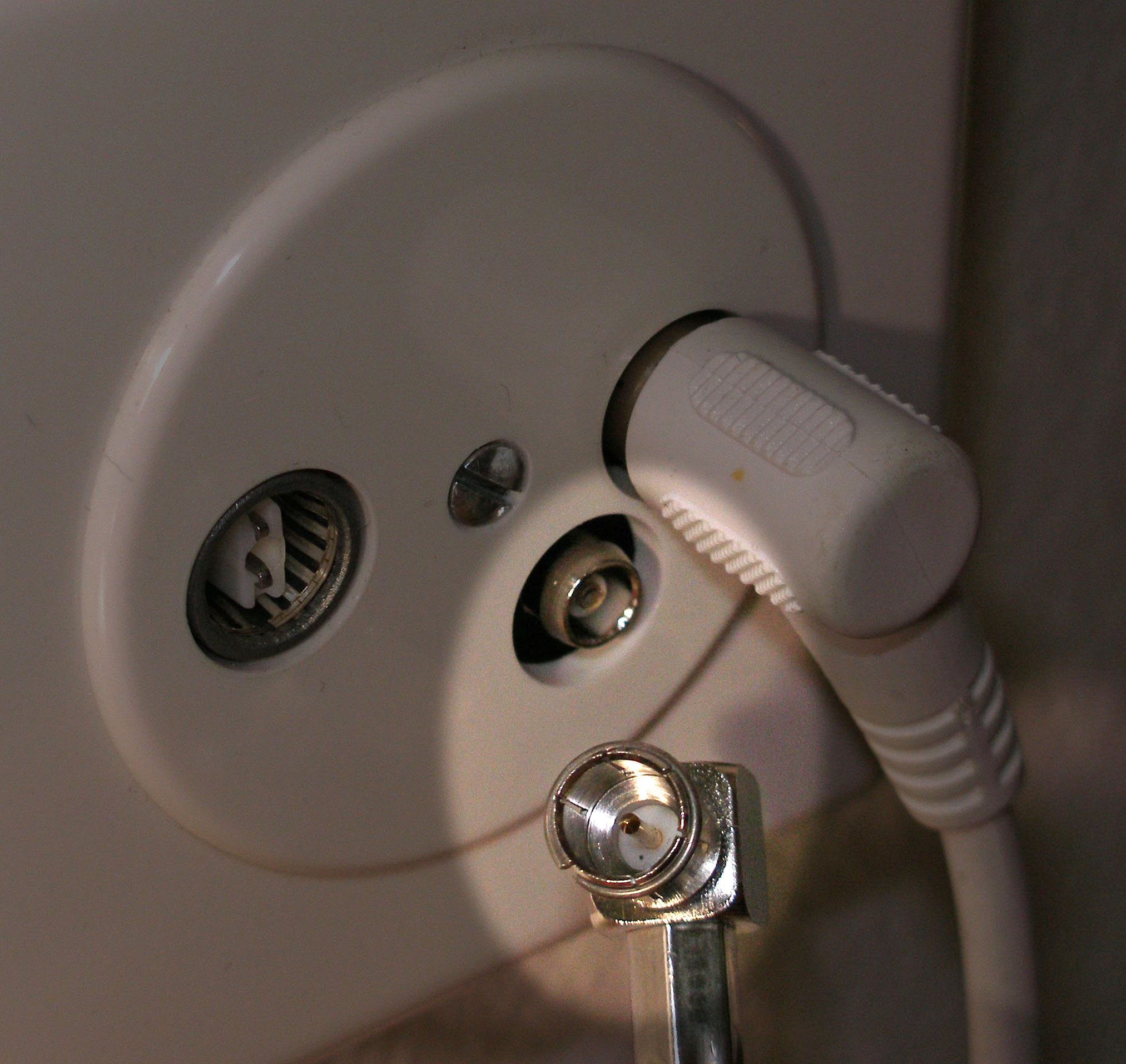
Conector de pared.

## Características eléctricas
Conectores N estándar
- Impedancia: 50 Ω
- Frecuencia: 0 - 11 GHz
- Tensión máxima de pico: 1.500 V
- Relación de onda estacionaria entre 0 y 11 GHz:
  - 1'3 Para conectores rectos de grado militar (MIL-C-39012)
  -  1'35 Para conectores en ángulo recto de grado militar (MIL-C-39012)

Conectores N corrugados
- Impedancia: 50 Ω
- Frecuencia: 0 - 11 GHz
- Pérdidas de retorno:
  - 33 dB (1-2 GHz)
  - 28 dB (2-3 GHz)
- Tensión máxima (RMS): 707 V

## Características Técnicas
Características técnicas, especificaciones.
- Datos: Q16302931
- Multimedia: N connector / Q16302931